# Callipallene acus
Callipallene acus är en havsspindelart som först beskrevs av Meinert, F. 1898.  Callipallene acus ingår i släktet Callipallene och familjen Callipallenidae. Inga underarter finns listade.